# Segner Pál
Segner Pál, Segner Pál Simon Barabás (Balatonboglár, 1876. január 2. – Budapest, 1961. december 7.) magyar teniszező, legfőbb számvevőszéki segédtitkár, majd alelnök.

## Életpálya
Segner Simon vasúti felvigyázó és Vizer Borbála fiaként született. 1915. július 19-én Budapesten feleségül vette a nála 14 évvel fiatalabb Bánáss Margit Emília Annát, akitől két gyermekük, Pál és Andrea született.
Korabeli sportsajtó értékelése szerint, ha nem a magyar körülmények között végzett volna edzést, akkor nemzetközi téren is eredményesen vehette volna fel a versenyt társaival szemben. Kitűnő technikája, nyugalma és versenyrutinja révén volt eredményes sportoló.
A kormányzó 1927-ben kinevezte számvevőszéki tanácselnökké,  1932-ben pedig állami számvevőszéki alelnöki címmel ruházta fel. Az Iparosok Országos Központi Szövetkezetének vezérigazgatója volt, 1940-ben az iparügyi miniszter az Iparosok Országos Központi Szövetkezete elnöki teendőinek ideiglenes ellátásával bízta meg.
A Farkasréti temetőben helyezték örök nyugalomra 1961. december 12-én a római katolikus egyház szertartása szerint.

## Sportegyesülete
- Budapesti (Budai) Torna Egylet (BBTE)
- Budapesti Lawn-Tennis Club (BLC) – 1902-1912 között

## Magyar bajnok

### Egyéniben
Egyéniben 5-szörös magyar bajnok.
- Balaton első bajnoka
- 1906-ban országos bajnok

### Párosban
Párosban 4-szeres magyar bajnok. Páros győzelmeinél egyik partnere Yolland Artur volt.